# 泰伯岩
泰伯岩（英語：Tiber Rocks）是南極洲的岩石，位於葛拉漢地西岸的法利埃海岸，處於黑拇指山西北面6公里的瑞米爾灣，在1936年由英國探險隊發現和測量，現時由南極條約體系管理。